# 빛나는 물체 따라가기
"빛나는 물체 따라가기"는 2018년에 제작한 단편 영화이다.

## 캐스팅
- 최정운 : 유라 역
- 정태성
- 김가은
- 김혜영
- 김종현

## 수상
- 2018년 제19회 전주국제영화제 한국단편경쟁
- 2018년 제44회 서울독립영화제 특별초청
- 2018년 제19회 대구단편영화제 국내경쟁
- 2018년 제12회 대단한 단편영화제 수상 KT&G 은관상 - 문병진